# Batalla de Galípoli (1312)
La batalla de Galipoli se libró en 1312 entre el Imperio Bizantino, el Reino de Serbia y la República de Génova contra turcos y turcopolos dirigidos por Halil Pasha. Los turcos saqueaban y robaban los campos de Tracia y fueron finalmente confinados a la península de Galípoli, donde fueron derrotados de manera decisiva.

## Antecedentes
Tras la batalla del río Cefiso, la Gran Compañía Catalana optó por asentarse en el Ducado de Atenas. Debido a la decisión de los catalanes y aragoneses de permanecer en el ducado, turcos y turcopolos que servían en la compañía se retiraron. 1500 hombres comandados por Meleco ofrecieron sus servicios al Reino de Serbia, mientras que unos 1300 hombres liderados por Halil Pasha ocuparon Tracia. La población de la zona sufrió tal acción, pues no podían cultivar sus tierras, ya que los turcos saqueaban y robaban a los habitantes y sus campos.
Pasha firmó un pacto con Andrónico II Paleólogo, en el cual se les daría vía libre hasta Galípoli donde embarcarían de regreso a su patria, pero fueron traicionados por el emperador Miguel IX Paleólogo, quien organizó un ejército que arrinconó a los turcopolos en la península de Galípoli.

## La batalla
El rey Esteban Uroš II Milutin envió a un ejército cristiano serbio de aproximadamente 2000 soldados, mientras que una flota genovesa esperaba en el Mediterráneo para evitar que los turcos escaparan por mar. Pasha y sus tropas fueron masacrados.

## Consecuencias
Tras la batalla, unos cuantos turcopolos sobrevivientes se enlistaron en las filas del ejército del Imperio Bizantino.